# Laufwasserkraftwerk Schweinfurt
Das Laufwasserkraftwerk Schweinfurt  liegt am Main in Schweinfurt und bildet mit der Staustufe Schweinfurt eine funktionale und bauliche Einheit und wurde zusammen mit ihr errichtet.

## Lage
Laufwasserkraftwerk und Staustufe Schweinfurt liegen nahe der Schweinfurter Innenstadt, unweit des DB Haltepunkts Schweinfurt Mitte. Das Kraftwerk mit seinem Maschinenhaus liegt linksseitig im Hauptarm des Mains, an der Schleuseninsel, die den Main-Hauptarm vom Schleusenkanal trennt.

## Geschichte
Bereits seit 1397 besitzt die Stadt Schweinfurt das Recht zur Nutzung der Wasserkraft des Mains. 
Am einstigen Walzenwehr (siehe: Staustufe Schweinfurt, Geschichte) wurde 1904/1905 eine erste Wasserkraftanlage mit 800 PS (590 Kilowatt) errichtet. Das heute noch bestehende Gebäude wird Altes E-Werk genannt und befindet sich an der Spinnmühle an der Gutermann-Promenade, unweit mainabwärts der Maxbrücke. 
Das Laufwasserkraftwerk wurde 1962 fertiggestellt und 1963 in Betrieb genommen.

## Beschreibung
Das Laufwasserkraftwerk entstand in Folge des Staustufenausbaus des Mains von Schweinfurt bis Bamberg. Dieser Abschnitt wurde 1962 als Großschifffahrtsstraße (Bundeswasserstraße) dem Verkehr übergeben und das Kraftwerk nahm ein Jahr später den Betrieb auf.
Die mittlere Fallhöhe das Laufwasserkraftwerks beträgt 4,67 m. Es ist auf eine Ausbauwassermenge von 125 m3/s und eine Nennleistung von 3,8 MW ausgelegt. Es besitzt zwei Kaplanturbinen mit zusammen 3,8 MW Leistung und hat ein jährliches Regelarbeitsvermögen von durchschnittlich 19,6 Millionen Kilowattstunden. Eigentümer ist die Mainkraftwerk Schweinfurt GmbH, an der die Rhein-Main-Donau-Kanal GmbH 75 % und die Stadtwerke Schweinfurt 25 % der Anteile halten. Betriebsführer ist Uniper.

## Staustufe Schweinfurt
Das Wehr der Staustufe Schweinfurt besteht aus zwei Wehrfeldern mit beweglichen Wehren mit unterströmbaren Verschlüssen.

Laufwasserkraftwerk (Mitte) und Staustufe Schweinfurt mit Unterwasser